# Strobilanthes pendula
Strobilanthes pendula är en akantusväxtart som beskrevs av John Richard Ironside Wood och J.R.Benn.. Strobilanthes pendula ingår i släktet Strobilanthes och familjen akantusväxter. Inga underarter finns listade i Catalogue of Life.